# (34) Circe
(34) Circe ist ein Asteroid des mittleren Hauptgürtels, der am 6. April 1855 vom französischen Astronomen Jean Chacornac am Pariser Observatorium entdeckt wurde.
Der Asteroid wurde benannt nach Kirke, der Zauberin, einer Tochter der Sonnengottes Helios, die für ihr Wissen über Magie und giftige Kräuter berühmt war. Kirke verwandelte die Gefährten von Odysseus in Schweine, sie hatte aber keinen Einfluss auf Odysseus, da Hermes ihn beschützte. Odysseus lebte ein Jahr mit Kirke und seine Freunde wurden wieder in Menschen verwandelt. Die Benennung erfolgte durch die Mitglieder der Pariser Sternwarte.

## Wissenschaftliche Auswertung
Mit Daten radiometrischer Beobachtungen im Infraroten von 1974 am Cerro Tololo Inter-American Observatory in Chile wurden für (34) Circe erstmals Werte für den Durchmesser und die Albedo von 111 km bzw. 0,04 bestimmt. Aus Ergebnissen der IRAS Minor Planet Survey (IMPS) wurden 1992 Angaben zu Durchmesser und Albedo für zahlreiche Asteroiden abgeleitet, darunter auch (34) Circe, für die damals Werte von 113,5 km bzw. 0,05 erhalten wurden. Mit hochaufgelösten Aufnahmen mit dem Adaptive Optics (AO)-System am Teleskop II des Keck-Observatoriums auf Hawaiʻi im Infraroten vom 28. Juni 2010 konnten äquivalente Durchmesser von 117 ± 14 oder 116 ± 11 km abgeleitet werden. Eine Auswertung von Beobachtungen durch das Projekt NEOWISE im nahen Infrarot führte 2011 zu vorläufigen Werten für den Durchmesser und die Albedo im sichtbaren Bereich von 113,2 km bzw. 0,05. Nachdem die Werte nach neuen Messungen mit NEOWISE 2012 auf 133,0 km bzw. 0,04 korrigiert worden waren, wurden sie 2014 auf 115,5 km bzw. 0,05 geändert. Nach der Reaktivierung von NEOWISE im Jahr 2013 und Registrierung neuer Daten wurden die Werte 2015 zunächst mit 114,1 km bzw. 0,04 angegeben und dann 2016 korrigiert zu 99,8 oder 106,8 km bzw. 0,04 oder 0,05, diese Angaben beinhalten aber alle hohe Unsicherheiten.

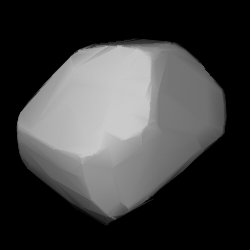
Berechnetes 3D-Modell von (34) Circe

Photometrische Beobachtungen von (34) Circe fanden erstmals statt am 4. April 1978 an der Catalina Station in Arizona. Die sehr lückenhafte Lichtkurve wies auf eine Rotationsperiode von mindestens 12 Stunden hin. Auch eine Beobachtung am 14. November 1985 am La-Silla-Observatorium in Chile konnte nicht exakt ausgewertet werden, passte aber zu dieser Periode. Eine Messung am gleichen Ort vom 28. Februar bis 6. März 1987 führte dann zur Bestimmung einer Rotationsperiode von 12,15 h, was auch durch eine weitere Beobachtung während drei Nächten vom 19. bis 24. September 1991 mit einem Wert von 12,2 h bestätigt wurde.
Mehrfache Beobachtungen während der Oppositionen in den Jahren 1990 bis 1993 mit dem Carlsberg-Meridiankreis am Roque-de-los-Muchachos-Observatorium auf La Palma wurden zwar zu einer Rotationsperiode von 16,2 h ausgewertet, aber eine neue photometrische Messung vom 15. bis 18. Mai 1996 am Osservatorio Astrofisico di Catania in Italien bestätigte wieder die kürzere Periode von 12,285 h, ebenso wie eine Beobachtung vom 3. bis 15. September 2002 am Andreas Observatory der Minnesota State University, Mankato, wo eine Rotationsperiode von 12,175 h bestimmt wurde.
Um mehr Daten zur Berechnung eines Gestaltmodells des Asteroiden zur Verfügung zu stellen, erfolgte vom 7. bis 30. Dezember 2007 während drei Nächten eine Beobachtung am Organ Mesa Observatory in New Mexico. Dabei wurde auch eine Rotationsperiode von 12,176 h abgeleitet. Aus archivierten Daten des Uppsala Asteroid Photometric Catalogue (UAPC) und neuen Beobachtungen konnte dann in einer Untersuchung von 2009 für den Asteroiden ein dreidimensionales Gestaltmodell und zwei alternative Lösungen für die Position der Rotationsachse mit prograder Rotation und eine Rotationsperiode von 12,17458 h bestimmt werden. Durch die Auswertung von vier Beobachtungen einer Sternbedeckung durch den Asteroiden am 10. Februar 2004 wurden in einer Untersuchung von 2011 für die zuvor bestimmten Rotationsachsen mittlere Durchmesser von 96 ± 10 bzw. 107 ± 10 km erhalten, es war aber nicht möglich, eine der beiden alternativen Achsen auszuschließen. Weitere photometrische Beobachtungen vom 20. bis 22. September 2020 am Astronomischen Observatorium Molėtai in Litauen lieferten eine Rotationsperiode von 12,15 h.
Zwischen 2012 und 2018 wurden mit der All-Sky Automated Survey for Supernovae (ASAS-SN) auch photometrische Daten von 20.000 Asteroiden aufgezeichnet. Auf mehr als 5000 davon konnte erfolgreich die Methode der konvexen Inversion angewendet werden, darunter auch (34) Circe, für die in einer Untersuchung von 2021 ein verbessertes dreidimensionales Gestaltmodell für zwei alternative Rotationsachsen mit prograder Rotation und einer Periode von 12,1746 h berechnet wurde. Aus archivierten Daten des Asteroid Terrestrial-impact Last Alert System (ATLAS) aus dem Zeitraum 2015 bis 2018 konnte in einer Untersuchung von 2022 mit der Methode der konvexen Inversion eine Rotationsperiode von 12,1745 h berechnet werden.
Abschätzungen von Masse und Dichte für den Asteroiden (34) Circe aufgrund von gravitativen Beeinflussungen auf Testkörper hatten in einer Untersuchung von 2012 zu keinen als sinnvoll erachteten Ergebnissen geführt.

## Trivia
Der Name des Asteroiden wurde 1944 verwendet für die Taufe des US-amerikanischen Angriffsfrachtschiffs (Attack Cargo Ship) der Artemis-Klasse USS Circe (AKA-25).